# Achondrogenesie Typ II
Die Achondrogenesie Typ II oder Typ Langer-Saldino ist eine Unterform der Achondrogenesie, einer letal verlaufenden, seltenen angeborenen Skelettdysplasie mit fehlender enchondraler Ossifikation (Knochenbildung).
Die Erkrankung wurde 1969 durch den US-amerikanischen Radiologen Leonard O. Langer  und 1971 durch Ronald M. Saldino  beschrieben.

## Häufigkeit
Die Häufigkeit ist nicht bekannt.

## Vererbungsmodus
Bei dieser Form liegt (theoretisch) ein autosomal-dominanter Erbgang mit Mutation im COL2A1-Gen im Chromosom 12 am Genort q13.11 vor. Allerdings kommt es de facto zu keiner Vererbung, da die betroffenen Individuen in der Regel bereits nach wenigen Lebenstagen versterben, diese Krankheit entsteht also ausschließlich durch Neumutationen.

## Klinische Erscheinungen
Diagnostische Kriterien sind:
- Schwerer angeborener Kleinwuchs mit stummelartigen Gliedmaßen und kurzem Rumpf
- Die Kinder werden tot geboren oder sterben in den ersten Lebenstagen

## Diagnostik
Im Röntgenbild  findet sich charakteristisch eine stark verzögerte oder fehlende Ossifikation der Wirbelkörper, des Sitz- und Schambeines, kurze Rippen ohne Frakturen, stark verkürzte Röhrenknochen mit noch gut abgrenzbarem Schaft.

## Differentialdiagnostik
Abzugrenzen sind die anderen Formen der Achondrogenesie Typ IA, Achondrogenesie Typ IB, die Osteogenesis imperfecta Typ II sowie die Hypochondrogenesie.